# Menschenauflauf

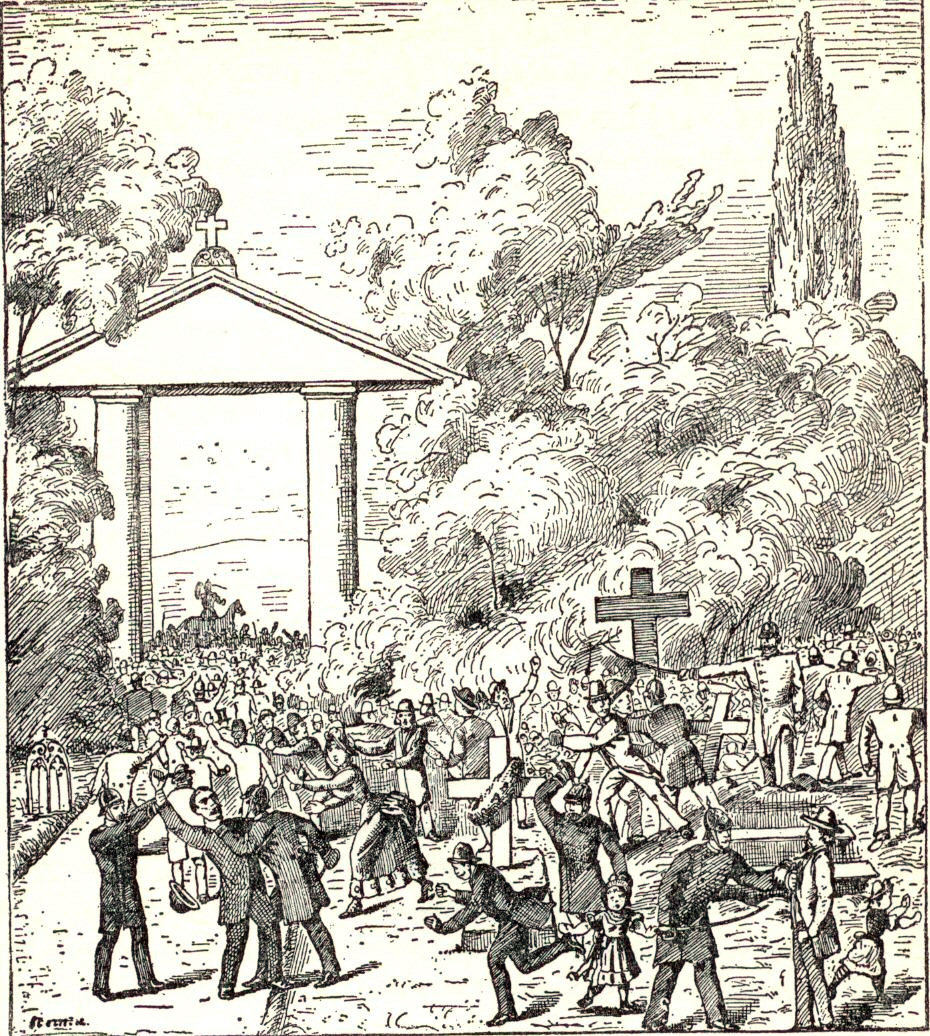
Gewaltsame Auflösung eines Auflaufs 1833

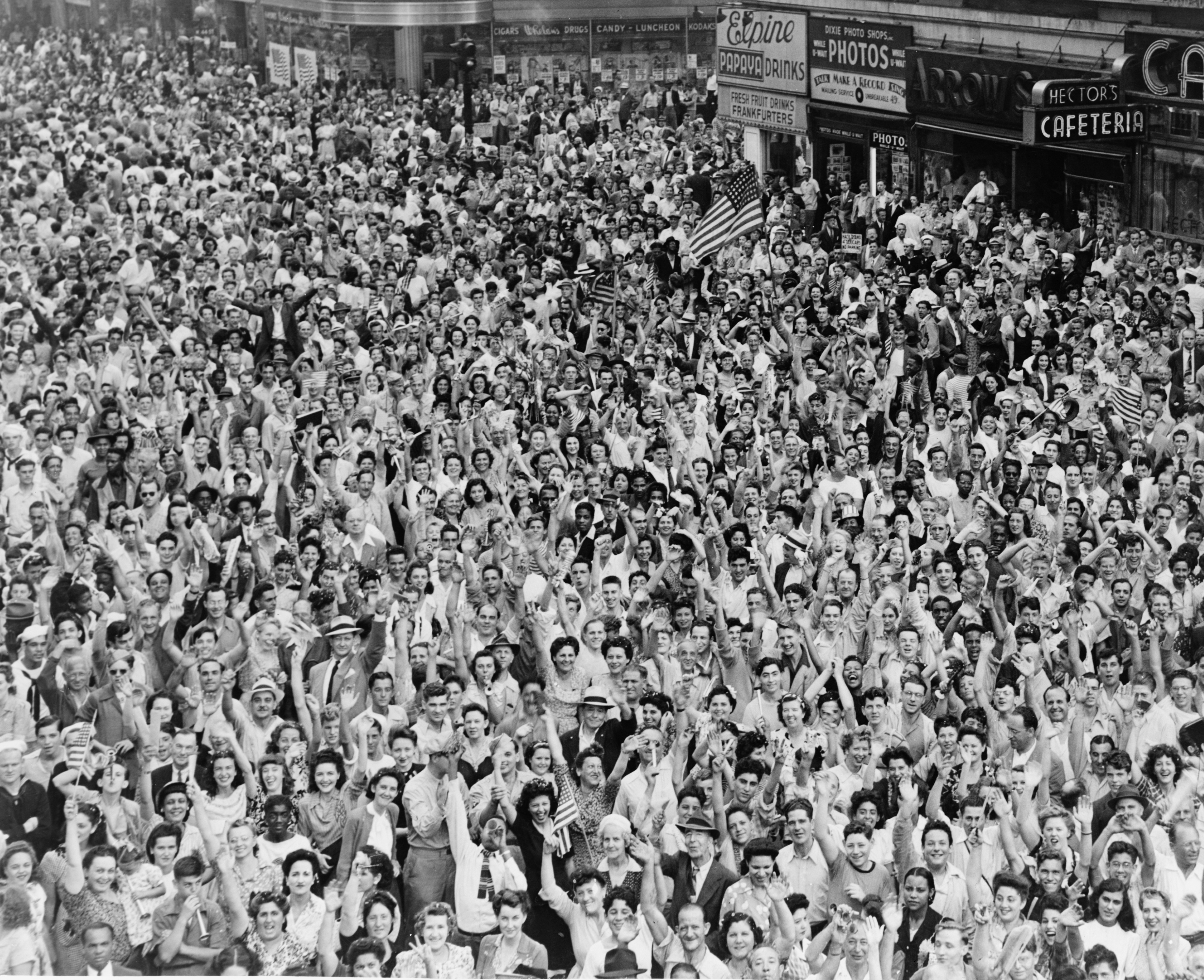
Friedlicher Menschenauflauf anlässlich der Kapitulation Japans 1945 auf dem Times Square

Als Auflauf bezeichnet man eine größere Menschengruppe, die sich aus einem gemeinsamen Grund an einem öffentlichen Ort eingefunden hat. Ein Wörterbuch von 1985 beschreibt dies als „das Zusammenlaufen vieler erregter Menschen“.

## Mögliche Anlässe
Allgemein kann ein Auflauf spontan, aufgrund von Sensationen, wie bestimmten Veranstaltungen oder Prominenten in der Öffentlichkeit, entstehen. Menschen, die sich aus Neugier an Unfall- oder Katastrophenschauplätzen versammeln, werden Schaulustige genannt. Ein Auflauf kann sich auch entwickeln, wenn Menschen aus Empörung über ein Ereignis oder eine Nachricht auf die Straße gehen.
Im weiteren Sinne können auch angekündigte Zusammenkünfte, wie die zivile Parade, der Flashmob oder die Demonstration als Menschenauflauf bezeichnet werden.

## Rechtliches
In Deutschland bezeichnete seit dem Kaiserreich „Auflauf“ (§116 StGB) die Straftat des rechtswidrigen Verweilens einer Menschenmenge an öffentlichen Plätzen. Dieser Straftatbestand wurde wie der des „Aufruhrs“ (§115 StGB) 1970 abgeschafft, jedoch besteht bei Widerstand einer Gruppe gegen die Staatsgewalt in der öffentlichen Ordnung weiterhin der Tatbestand des Landfriedensbruchs. Auch in Österreich-Ungarn bestanden vergleichbare Regelungen.